# Mitcheldean
Mitcheldean – miasto i civil parish w Anglii, w hrabstwie Gloucestershire, w dystrykcie Forest of Dean. Leży 17 km na zachód od miasta Gloucester i 168 km na zachód od Londynu. W 2011 roku civil parish liczyła 2783 mieszkańców. Mitcheldean jest wspomniana w Domesday Book (1086) jako Dene.